# Lobe den Herren, den mächtigen König der Ehren

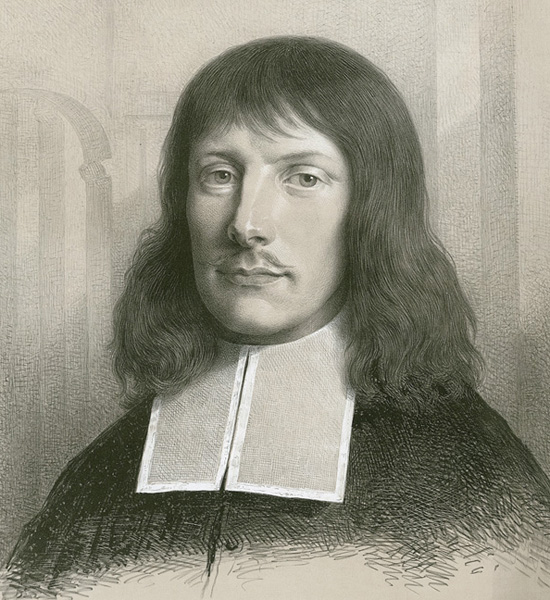
Joachim Neander (1650–1680)

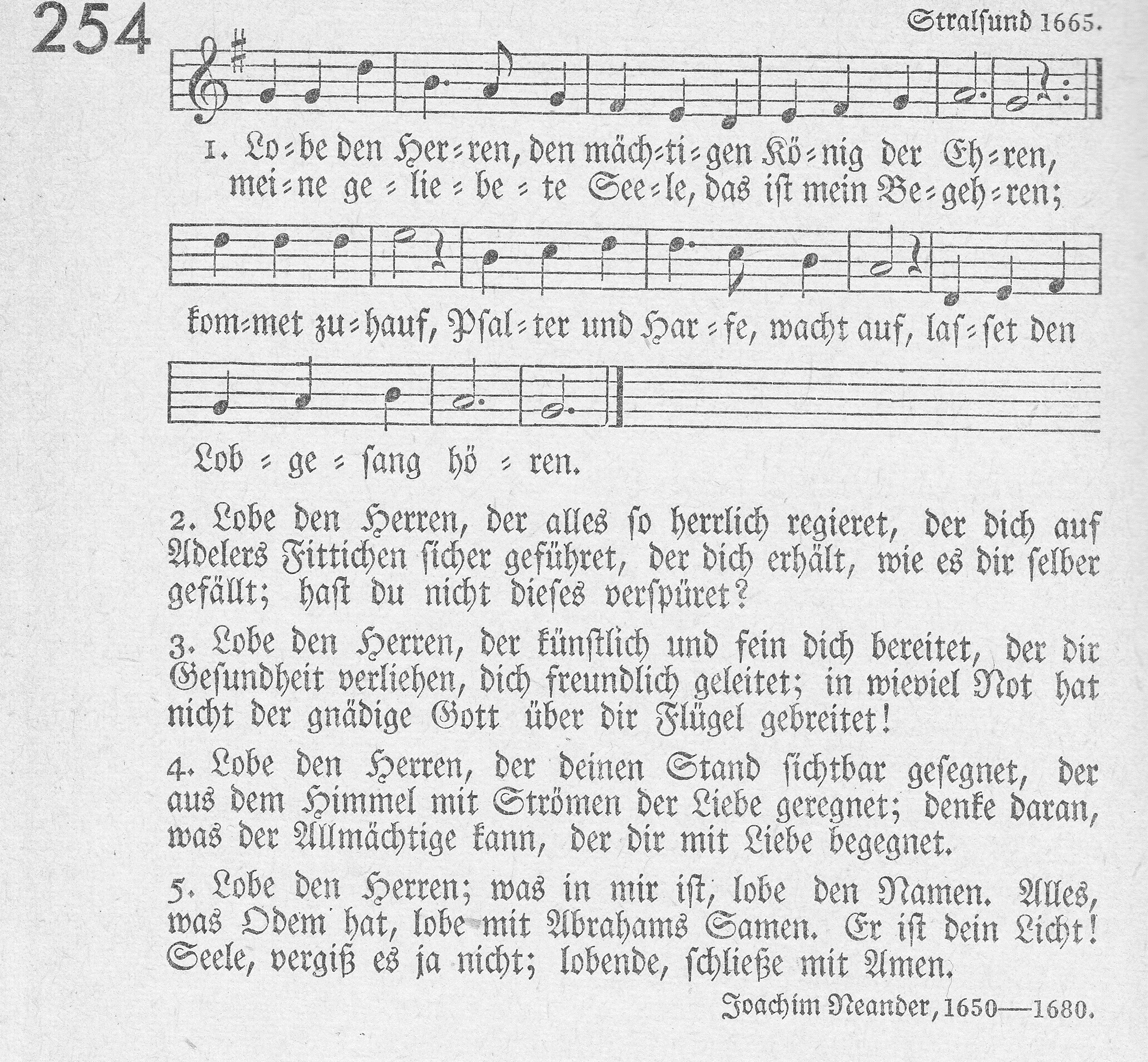
Deutsches Evangelisches Gesangbuch (1915), Ausgabe Rheinland-Westfalen 1929

Lobe den Herren, den mächtigen König der Ehren ist ein geistliches Lied mit einem Text von Joachim Neander aus dem Jahr 1680. Im Evangelischen Gesangbuch ist es unter der Nummer 317 bzw. in der ökumenischen Textfassung unter Nummer 316 abgedruckt, unter der Nr. 392 auch in dem katholischen Gotteslob (GLalt 258) und unter der Nr. 49 im Mennonitischen Gesangbuch (MG).

## Entstehung
Joachim Neander hat das Lied 1680 in seiner Glaub- und Liebesübung, die auch die Bundes-Lieder und Danck-Psalmen enthält, veröffentlicht. Ursprünglich war das Lied nicht für den Gottesdienst gedacht, sondern sollte, wie Neander schrieb, „auff Reisen, zu Hauß oder bei Christen-Ergetzungen im Grünen“ gesungen werden.
Grundlage war das Lied „Hast du denn, Jesu, dein Angesicht“; die heutige Melodie ist Ergebnis eines Umbildungsprozesses, der erst im 18. Jahrhundert abgeschlossen war und die heute bekannte Melodie hervorbrachte.
Lobe den Herren gilt, wie auch die anderen Bundes-Lieder von Neander, als "Schub in der reformierten Gesangbuchtradition", die den „Übergang ins 18. Jahrhundert“ markieren.

## Rezeption
Durch die Jahrhunderte sind eine Fülle an Bearbeitungen entstanden, genannt seien hier die Kantate BWV 137 Johann Sebastian Bachs, Orgelbearbeitung von Johann Gottfried Walther und Sigfrid Karg-Elert und eine Motette von Hugo Distler. Bertolt Brecht und Kurt Weill parodieren den Choral im Berliner Requiem aus dem Jahr 1929.
Seit Beginn des 20. Jahrhunderts fand das Lied auch Eingang in katholische Liedersammlungen und Gesangbücher, vor allem auch in die Soldatengesangbücher des Ersten Weltkriegs, und wurde so gleichermaßen von katholischen wie auch protestantischen Soldaten gesungen. Es ist auch Teil des während des Nationalsozialismus verlegten römisch-katholischen Gesangbuches Kirchenlied, in das auch protestantische Lieder aufgenommen wurden; erstmalig für den katholischen Raum zumeist mit Autorenbenennung, aber teilweise noch unter Auslassung des Autors Martin Luther.
Lobe den Herren, den mächtigen König der Ehren gehörte seit 1797 zum Programm des Glockenspiels der Potsdamer Garnisonkirche.
Ein zeitgenössischer, besonders aufwendig arrangierter und weltweit live übertragener Einsatz wurde dem Lied auf der Abschlussmesse zum Weltjugendtag 2005 in Köln auf dem Marienfeld zuteil. Es begleitete in vielen Strophen zum Einzug die etwa viertelstündige Prozession der zahlreichen Zelebrierenden hinauf zum Altar. Das Orchester setzte sich aus verschiedensten lokalen Musikinstrumenten und Rhythmusgruppen aus aller Welt zusammen. Jede Strophe wurde dabei vielfältig variiert teilweise auch solistisch interpretiert. Eingestreut in die Soli sang der Chor Strophen des Liedes in verschiedenen Sprachen.
Lobe den Herren, den mächtigen König der Ehren ist eines der verbreitetsten geistlichen Lieder. Zunehmend werden Text und Melodie auch von Ensembles des Lobpreises und des Neuen geistlichen Liedes musiziert und interpretiert. Es hat in über einhundert deutschsprachige Liederbücher Aufnahme gefunden.

## Text
| Originalfassung | Ökumenische Fassung |
| --- | --- |

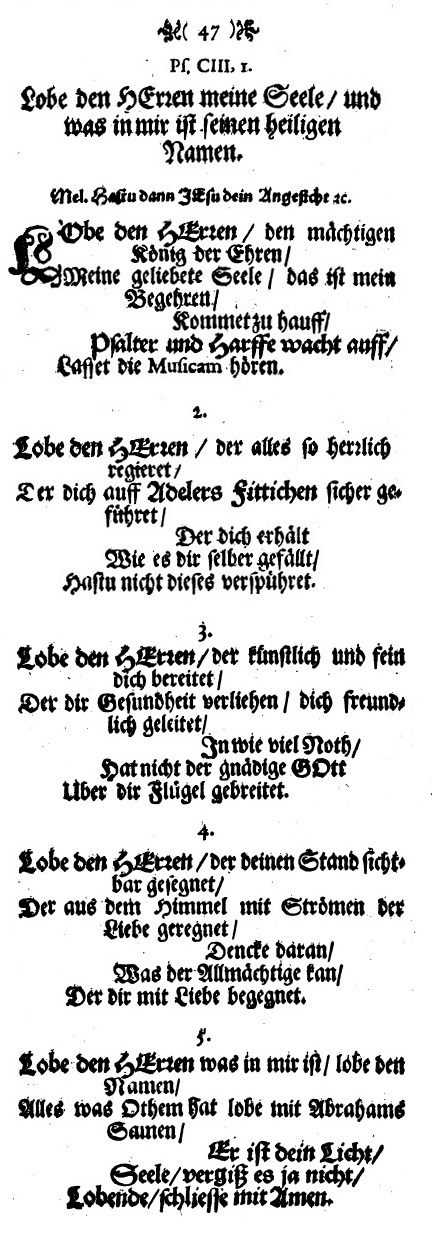
Lobe den Herren, Druckfassung 1686

| Lobe den Herren, den mächtigen König der Ehren, meine geliebete Seele, das ist mein Begehren. Kommet zuhauf, Psalter und Harfe, wacht auf, lasset den Lobgesang hören! Lobe den Herren, der alles so herrlich regieret, der dich auf Adelers Fittichen sicher geführet, der dich erhält, wie es dir selber gefällt; hast du nicht dieses verspüret? Lobe den Herren, der künstlich und fein dich bereitet, der dir Gesundheit verliehen, dich freundlich geleitet. In wieviel Not hat nicht der gnädige Gott über dir Flügel gebreitet! Lobe den Herren, der deinen Stand sichtbar gesegnet, der aus dem Himmel mit Strömen der Liebe geregnet. Denke daran, was der Allmächtige kann, der dir mit Liebe begegnet. Lobe den Herren, was in mir ist, lobe den Namen. Alles, was Odem hat, lobe mit Abrahams Samen. Er ist dein Licht, Seele, vergiss es ja nicht. Lobende, schließe mit Amen! | Lobe den Herren, den mächtigen König der Ehren, lob ihn, o Seele, vereint mit den himmlischen Chören. Kommet zuhauf, Psalter und Harfe, wacht auf, lasset den Lobgesang hören! Lobe den Herren, der alles so herrlich regieret, der dich auf Adelers Fittichen sicher geführet, der dich erhält, wie es dir selber gefällt; hast du nicht dieses verspüret? Lobe den Herren, der künstlich und fein dich bereitet, der dir Gesundheit verliehen, dich freundlich geleitet. In wieviel Not hat nicht der gnädige Gott über dir Flügel gebreitet! Lobe den Herren, der sichtbar dein Leben gesegnet, der aus dem Himmel mit Strömen der Liebe geregnet. Denke daran, was der Allmächtige kann, der dir mit Liebe begegnet. Lobe den Herren, was in mir ist, lobe den Namen. Lob ihn mit allen, die seine Verheißung bekamen. Er ist dein Licht, Seele, vergiss es ja nicht. Lob ihn in Ewigkeit. Amen. |

## Strophe
Die von Neander verwendete Kirchenliedstrophe aus fünf daktylischen Versen unterschiedlicher Länge mit dem Reimschema [aabba] kam im Laufe des 17. Jahrhunderts in Gebrauch und wurde über Neanders Tod hinaus benutzt. Ein verglichen mit Lobe den Herren, ... älteres Lied ist Hast du denn, Jesu, dein Angesicht gänzlich verborgen von Ahasverus Fritsch, ein jüngeres Jauchzet, ihr Himmel, frohlocket ihr Engel in Chören von Gerhard Tersteegen. Noch im 19. Jahrhundert findet sich unter den Gedichten des Kirchenlieddichters Christian Friedrich Heinrich Sachse „Weihnachten“ in dieser Strophe.

## Übersetzungen

### Englisch
Die heute meistverbreitete englische Adaption veröffentlichte Catherine Winkworth im Jahre 1863.
1. Praise to the Lord! the Almighty, the King of creation!

O my soul, praise Him, for He is thy health and salvation!

All ye who hear,

Now to His temple draw near,

Join me in glad adoration!

2. Praise to the Lord! who o’er all things so wondrously reigneth,

Shelters thee under His wings, yea, so gently sustaineth:

Hast thou not seen

How thy desires have been

Granted in what He ordaineth?

3. Praise to the Lord! who doth prosper thy work, and defend thee;

Surely His goodness and mercy here daily attend thee;

Ponder anew

What the Almighty can do,

If with His love He befriend thee!

4. Praise to the Lord! Oh let all that is in me adore Him!

All that hath life and breath, come now with praises before Him!

Let the Amen

Sound from His people again,

Gladly for aye we adore Him!

### Dänisch
Der Autor der der dänischen Adaption ist unbekannt, im Gesangbuch Pontoppidan 1740, übernommen in das dänische Kirchengesangbuch Den Danske Salmebog, Kopenhagen 1953, Nr. 2, in Den Danske Salme Bog, Kopenhagen 1993, Nr. 2, und in Den Danske Salmebog, Kopenhagen 2002, Nr. 2; ebenso im Gesangbuch der dänischen Heimvolkshochschulbewegung Højskolesangbogen, 18. Ausgabe, Kopenhagen 2006, Nr. 43.
1. Lover den Herre, den mægtige Konge med Ære,

Lov ham, min Sjæl, og lad det din Forlystelse være!

Stem op in Sang,

Salter og Harpe giv Klang,

Syng for Gud herren den kjære!

2. Lover den Herre, som al Ting saa herlig regjerer,

Han, som dig løfter som Ørnen paa Vinger og bærer,

Lader dig faa

Mer, end du kunde forstaa,

Bedre end Hjertet begjærer!

3. Lover den Herre, som al Ting saa vel for dig mager,

Han, som dig Helbred forunder og venlig ledsager;

Han, som fra Nød

Gjemmer dig udi sit Skjød,

Kyllingen ind til sig tager!

4. Lover den Herre, som dig i din Stand giver Lykke,

Han, som med tusind Velsignelser veed dig at smykke!

Tænk dog derpaa,

Alt, hvad hans Magt kan formaa!

Tanken dit Hjerte henrykke!

5. Lov da den Herre, min Sjæl, og hvad i mig mon være,

Alt, som har Aande ophøie hans store Navns Ære!

Han er dig god,

Ak, gjør ham aldrig imod!

Amen. Han selv dig det lære.